# Saperda puncticollis
Saperda puncticollis es una especie de escarabajo longicornio del género Saperda, subfamilia Lamiinae. Fue descrita científicamente por Say en 1824.
Se distribuye por Canadá y los Estados Unidos. Mide 8-12 milímetros de longitud. El período de vuelo ocurre en los meses de mayo, junio, julio, agosto y septiembre. Se alimenta de Parthenocissus quinquefolia, Toxicodendron radicans y uvas.